# Red Lion Inn (Stockbridge, Massachusetts)
El Red Lion Inn en Stockbridge, Massachusetts, es uno de los hoteles históricos de América del National Trust for Historic Preservation.

## Historia
La leyenda afirma que Red Lion funcionó por primera vez como taberna en 1773. Después de operar durante más de 100 años, la posada fue destruida por un incendio en 1896. Reconstruida al año siguiente, la posada fue propiedad de la misma familia hasta 1968, cuando bajo amenaza de demolición, fue adquirida por los actuales propietarios. El edificio principal de la posada ofrece 82 habitaciones. Además de la posada en sí, opera casas de huéspedes cercanas y otras propiedades como opciones alternativas de alojamiento.
Los invitados famosos de la posada incluyen a los presidentes Grover Cleveland, William McKinley, Theodore Roosevelt, Calvin Coolidge y Franklin Delano Roosevelt, así como a los destacados autores Nathaniel Hawthorne, Henry Wadsworth Longfellow y Thorton Wilder.
La posada se incluyó en la pintura de 1967 de Norman Rockwell, Stockbridge Main Street at Christmas (Home for Christmas).